# Gonçalo Roque
Gonçalo Pereira Rocha Roque (ur. 3 grudnia 1988) – portugalski akrobata.
Swoją karierę sportową rozpoczął we wczesny wieku. Dwukrotny mistrz Europy w 2011 oraz 2013. Zwycięzca światowego rankingu oraz drugie miejsce na World Games 2013 w Cali.
Brał udział w 39. Festiwalu Cyrkowym Cirque de Demain w Paryżu wraz z Kingą Grześków w zespole jako Duo Destiny.